# Cecilia Morel
María Cecilia Morel Montes (Santiago, 14 de janeiro de 1954) é uma orientadora familiar chilena. Ela é viúva do 35.º e 37.º presidente do Chile, Sebastián Piñera, e como tal foi a primeira-dama do Chile e Diretora da Área Sociocultural da Presidência entre 2010 e 2014 e 2018 a 2022.

## Biografia

### Primeiros anos e família
É a quarta filha de sete irmãos, formada pelo casamento do engenheiro Eduardo Morel Chaigneau (irmão da escritora Alicia Morel e cunhado do ex-senador William Thayer) e Paulina Montes Brunet, irmã de Hugo Montes Brunet. Sua mãe, dona da casa, estudou na Cruz Vermelha e se dedicou ao voluntariado. Cecilia estudou na Escola Jeanne D'Arc, em Santiago, Chile, onde sua mãe e avó, Consuelo Brunet Bunster, estudaram.
Aos 18 anos, em 1972, começou a namorar Sebastián Piñera, que era seu vizinho na Avenida Américo Vespucio, no setor leste de Santiago. Eles se casaram em dezembro do ano seguinte, e mais tarde o casal foi para os Estados Unidos, onde Piñera estudou doutorado em economia. O casamento tem quatro filhos: Magdalena, Cecilia, Juan Sebastián e Cristóbal.

## Estudos avançados e trabalho social
Em 1972, ele estudou enfermagem na Pontifícia Universidade Católica do Chile, estudos que teve que suspender para seu casamento enquanto estava no exterior e, ao retornar ao país, ele se matriculou novamente em enfermagem, estudou e trabalhou até o nascimento de sua segunda filha, Cecilia.
Mais tarde, ingressou no Instituto Profissional Carlos Casanueva, onde se formou como orientadora familiar e juvenil, o que a levou a trabalhar com famílias em risco social. Ela também é formada em "Família e relações humanas" pela Universidade Mayor.
Em 1989, juntamente com profissionais do Instituto Carlos Casanueva (Enrique Cueto), fundou o que mais tarde seria "A Casa da Juventud", com a tarefa de educar os jovens em Conchalí, por meio de oficinas de crescimento e desenvolvimento pessoal. Posteriormente, assumiu um projeto de dignificação para os jovens presos em Puente Alto. Em seguida, ele formou a Fundação Mulheres Emprende, para promover o emprego e o treinamento em mulheres de setores vulneráveis.
Ela também fez parte da comissão de justiça e paz da área pastoral do Arcebispado do Chile e realizou várias atividades como conselheira em questões de família e infância.
Em 2006, ele recebeu uma distinção da Federação das Mulheres pela Paz Mundial.

## Primeira-dama do Chile

### 2010-2014

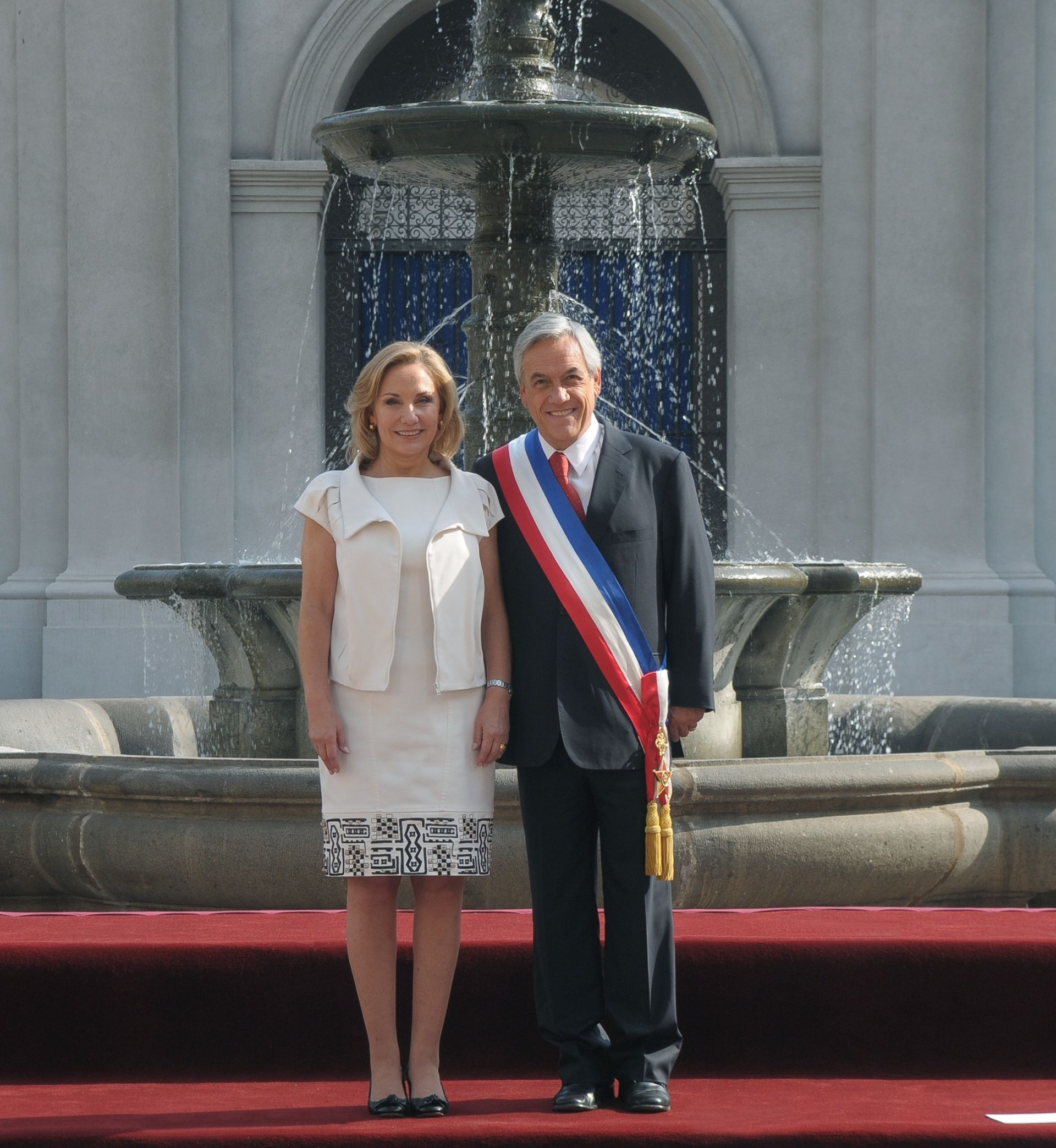
Cecilia, como primeira-dama, junto com seu marido Sebastián Piñera, presidente do Chile, em março de 2010.

Em 11 de março de 2010, ela começou a ocupar o cargo de protocolo da primeira-dama do Chile durante a primeira presidência de seu marido, Sebastián Piñera Echenique. Durante seu mandato, presidiu as sete fundações pertencentes à Diretoria Sociocultural Presidencial: Fundação Integra, Fundação ProDeMu, Fundação Chilenter, Fundação New Times, Fundação de Artesanato do Chile, Fundação Familiar e Fundação de Orquestras da Juventude e da Criança. Neles, trabalhou na melhoria da gestão na administração de recursos e, com ela, na qualidade de serviço que cada uma dessas fundações entregou ao país. Além disso, objetivos como o fortalecimento de parcerias público-privadas, o avanço da transparência e a honestidade e a geração de mais e melhores instâncias de avaliação foram discutidos.
No entanto, o maior marco em sua gestão foi a criação e promoção do programa "Escolha Vida Saudável", um programa de parceria intersetorial, transversal e público-privado voltado para a promoção de hábitos de vida saudáveis na população por meio de quatro pilares: Saudável, mova seu corpo, desfrute de sua família e viva ao ar livre. Em maio de 2013, após um rápido processo legislativo e com o apoio transversal dos parlamentares, foi criada a Lei 20.670, que criou o Sistema Escolha de Vida Saudável, que abriga sua administração no Ministério do Desenvolvimento Social por meio de uma Secretaria Executiva. Ele recebeu a "Distinção entre Pessoas e Desenvolvimento", conferida no âmbito do Congresso Percade 2012.
Depois que o marido, o presidente Sebastián Piñera, terminou seu mandato em março de 2014, Cecilia Morel criou a Fundação Chile Vive Sano, que busca contribuir para a criação de uma cultura de vida saudável entre os chilenos, trabalhando com professores e crianças dentro de estabelecimentos educacionais vulneráveis.

### 2018

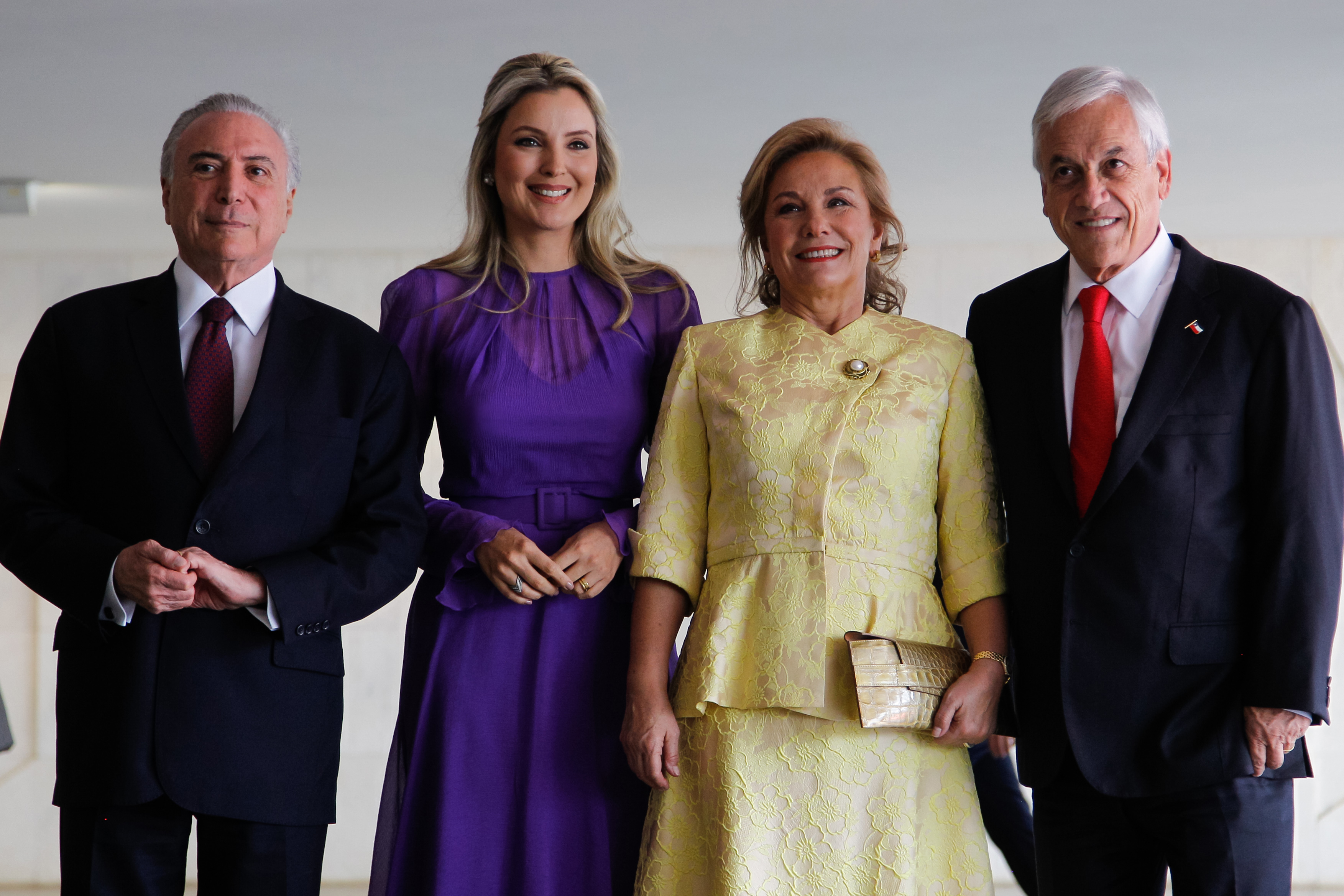
Cecilia Morel e Sebastián Piñera com o presidente a primeira-dama do Brasil, Michel Temer e Marcela Temer, no Palácio Itamaraty em 2018.

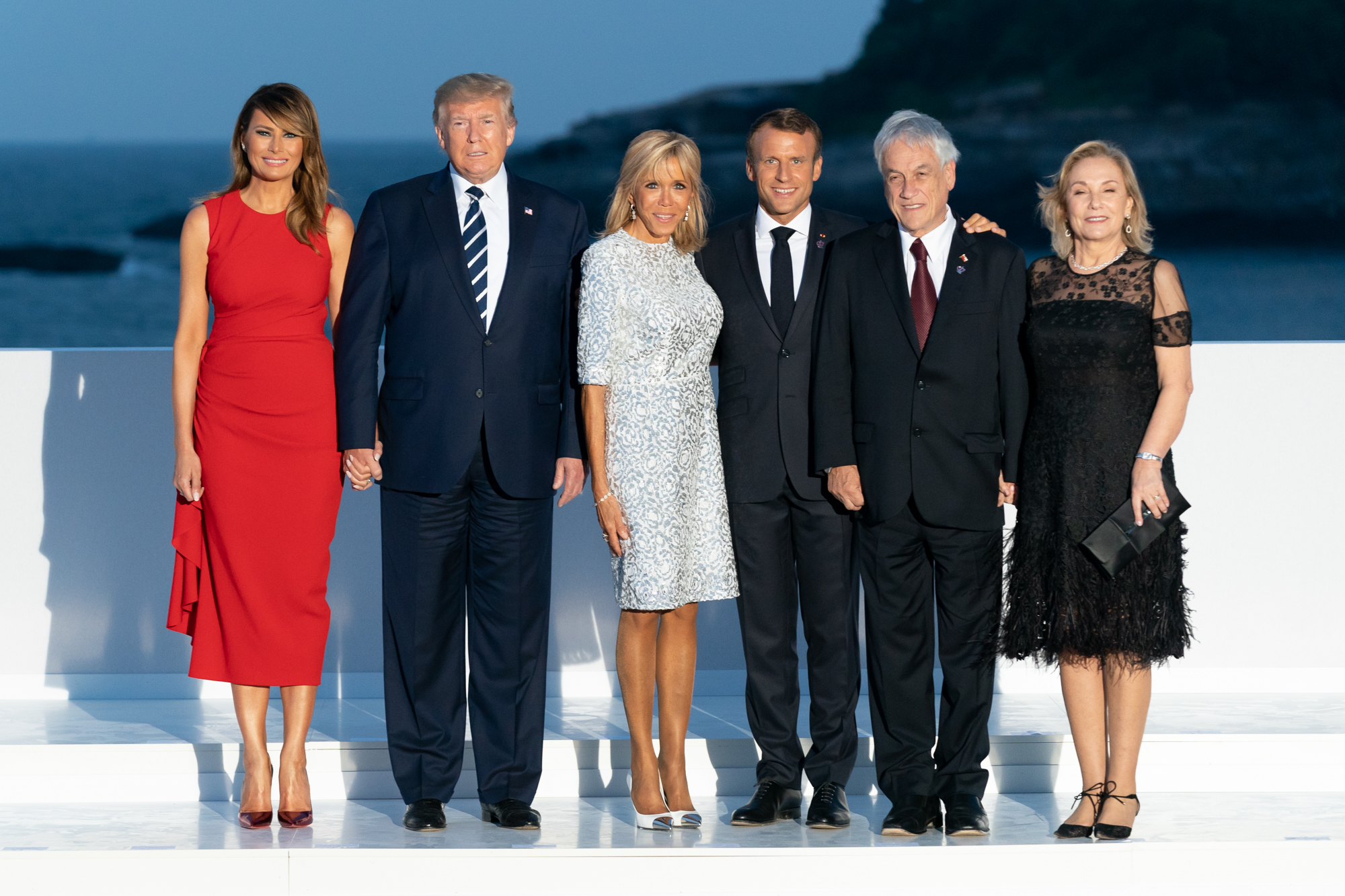
Cecilia ao lado do marido, do casal Donald e Melania Trump e de Emmanuel e Brigitte Macron, na cúpula do G7, em 2019.

Em 11 de março de 2018, Cecilia Morel novamente assumiu a função de primeira-dama, após Piñera assumir como presidente da República. Com isso, ela se torna a segunda esposa de um presidente eleito democraticamente no exercício desse título, desde que Rosa Ester Rodriguez Velasco voltou ao Palácio de La Moneda em 1932, junto com seu marido, o reeleito Arturo Alessandri.
Como primeira-dama, Cecilia Morel foi nomeada presidente de várias organizações chilenas.
- Integra Escola Rede de educação pré-escolar

- PROMEDU, a Fundação para o Avanço das Mulheres

- Orquestras Juvenis e Infantis

- Museu Interativo de Mirador

- Artesanato do Chile

- Fundação da Família

Ela acompanhou o presidente em uma visita de Estado à Espanha em março de 2011. Presidente foi concedido o posto de Colar da Ordem de Isabel, a Católica e sua esposa, a Dama da Grã-Cruz da mesma.
Em novembro de 2011, ela recebeu o Felipe, Príncipe das Astúrias e a Princesa Letizia na abertura de uma exposição do trabalho do fotógrafo espanhol Chema Madoz em Santiago.

## Acidente de mineração de Copiapó
Após o acidente de mineração de Copiapó em 2010, Piñera e Morel deram uma entrevista coletiva antes do início da operação de resgate em 12 de outubro de 2010. Eles estiveram juntos o tempo todo no local do resgate dos mineiros chilenos, que ficaram presos no subsolo.
Quando o primeiro mineiro, Florencio Ávalos, foi resgatado, o filho de sete anos do mineiro começou a chorar, assim como a primeira-dama.

## Honras
- Noruega: Grã-Cruz da Ordem Real do Mérito Norueguês (27 de março de 2019).[7]
- Espanha: Dama da Grande Cruz da Ordem de Isabel, a Católica (4 de março de 2011).[8]